# Escoles de Sant Daniel
Les Escoles de Sant Daniel és una obra de Girona inclosa a l'Inventari del Patrimoni Arquitectònic de Catalunya.

## Descripció
És un conjunt format per dos edificis relacionats amb el pati al mig, paral·lels al carrer. El cos més proper al carrer eren les escoles. De composició simètrica de portes i finestres de llinda recta, arrebossada, d'estat mitjà i de teulat a dues aigües, amb carener paral·lel a la façana. Els testers es rematen amb una paret de corbes sinuoses. Actualment és l'aula de Natura de l'ajuntament de Girona.
L'altre cos també és de composició simètrica i d'acabats semblants a l'anterior. El diferencia el sòcol de rierencs, igual que l'agrupació de les obertures amb les portes. Eren les antigues cases dels mestres i actualment és el centre de l'ANG (Agrupació Naturalistes de Girona). El pati és de sorra amb dos fileres d'arbres centrats.

## Història
El seu ús primari va ser per escoles del 1917 i habitatges del 1922. Les escoles eren, al segle xix, a l'edifici anomenat La Barraqueta.
El 1916 es compra el terreny per la Mancomunitat. Es crearen les escoles, les cases dels mestres i l'ajuntament. El 1962 deixa de funcionat l'ajuntament per l'annexió a Girona i el 1978 les escoles. Posteriorment es recuperen per a la seu dels Naturalistes de Girona.